# Victorville
Victorville és una població dels Estats Units a l'estat de Califòrnia. Segons el cens del 2007 tenia 107.721 habitants.

## Demografia
Segons el cens del 2000, Victorville tenia 64.029 habitants, 20.893 habitatges, i 15.878 famílies. La densitat de població era de 339,7 habitants/km².
Dels 20.893 habitatges en un 43,8% hi vivien nens de menys de 18 anys, en un 54,3% hi vivien parelles casades, en un 16,1% dones solteres, i en un 24% no eren unitats familiars. En el 19,4% dels habitatges hi vivien persones soles el 8,5% de les quals corresponia a persones de 65 anys o més que vivien soles. El nombre mitjà de persones vivint en cada habitatge era de 3,03 i el nombre mitjà de persones que vivien en cada família era de 3,47.
Per edats la població es repartia de la següent manera: un 34,2% tenia menys de 18 anys, un 8,6% entre 18 i 24, un 28,6% entre 25 i 44, un 17,4% de 45 a 60 i un 11,2% 65 anys o més.
L'edat mediana era de 31 anys. Per cada 100 dones de 18 o més anys hi havia 89,2 homes.
La renda mediana per habitatge era de 36.187 $ i la renda mediana per família de 39.988 $. Els homes tenien una renda mediana de 40.149 $ mentre que les dones 26.138 $. La renda per capita de la població era de 14.454 $. Entorn del 15,3% de les famílies i el 18,7% de la població estaven per davall del llindar de pobresa.

## Poblacions més properes
El següent diagrama mostra les poblacions més properes.